# Суворовка (Алтайский край)
Суво́ровка — село в Благовещенском районе Алтайского края. Административный центр Суворовского сельсовета.

## История
Основано в 1908 году. В 1928 году посёлок Суворовский состоял из 143 хозяйств, основное население — русские. В административном отношении являлся центром Суворовского сельсовета Благовещенского района Славгородского округа Сибирского края.

## Население
| 1997 | 1998 | 1999 | 2000 | 2001 | 2002 | 2003 |
| ---- | ---- | ---- | ---- | ---- | ---- | ---- |
| 638  | ↗649 | ↘642 | ↗668 | ↘632 | ↗643 | ↘621 |
| 2004 | 2005 | 2006 | 2007 | 2008 | 2009 | 2010 |
| ↗654 | ↗657 | ↘635 | ↘631 | ↗681 | ↘513 | ↗555 |
| 2011 | 2012 | 2013 |      |      |      |      |
| ↘552 | ↘549 | ↗555 |      |      |      |      |

## Улицы
| - ул. Восточная, - ул. Молодёжная, - ул. Набережная, | - ул. Советская, - ул. Школьная, - ул. Юбилейная. |